# Крапивенка (приток Желчи)
Крапивенка — река в России, протекает по территории Гдовского района Псковской области. Устье реки находится в 52 км по правому берегу реки Желчи. Длина реки составляет 21 км.

## Данные водного реестра
По данным государственного водного реестра России относится к Балтийскому бассейновому округу, водохозяйственный участок реки — Водные объекты бассейна озера Чудско-Псковское без р. Великая. Относится к речному бассейну реки Нарва (российская часть бассейна).
Код объекта в государственном водном реестре — 01030000312102000027466.